# Campionat FIBA Amèriques
El Campionat FIBA Amèriques o FIBA AmeriCup és el campionat de bàsquet organitzat per FIBA Amèriques, representant en el continent americà de la Federació Internacional de Bàsquet (FIBA). Hi competeixen seleccions nacionals de bàsquet d'Amèrica del Sud, Amèrica Central i Amèrica del Nord.

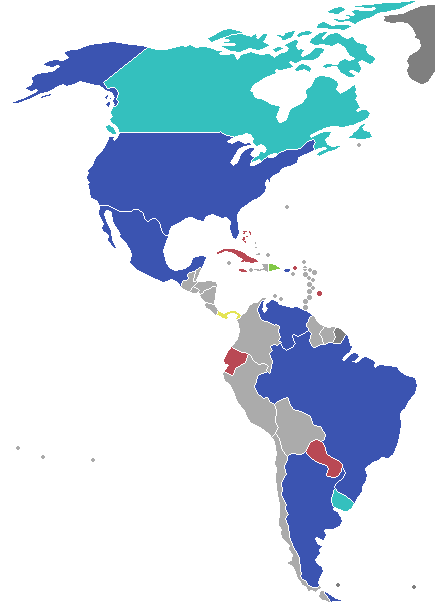
Mapa amb les millors classificacions per equip.
Primer lloc
Segon lloc
Quart o millor
Vuitè o millor
Novè o pitjor
No participà
No membre

Es disputa des de 1980 i actualment se celebra cada dos anys. Hi participen els equips més ben classificats en el Campionat Sud-americà i en el Centrobasket, mentre que els Estats Units i el Canadà hi són convidats automàticament. Fins a l'edició de 2015, el torneig va servir per a decidir les seleccions nacionals que, representant al continent americà, participarien a la següent edició de la Copa Mundial de Bàsquet i dels Jocs Olímpics. D'això que col·loquialment se l'anomenés «premundial» o «preolímpic».
A partir de 2017, el torneig (com tots els altres campionats continentals) es juga cada 4 anys i amb la nova reglamentació, els campionats continentals ja no són classificatoris.

## Historial
| 1  | 1980 | San Juan                                 | · Puerto Rico  | lligueta | · Canadà       | · Argentina            | lligueta | · Brasil                    |
| 2  | 1984 | São Paulo                                | · Brasil       | lligueta | · Uruguai      | · Canadà               | lligueta | · Panamà                    |
| 3  | 1988 | Montevideo                               | · Brasil       | 101–92   | · Puerto Rico  | · Canadà               | 87–70    | · Uruguai                   |
| 4  | 1989 | Ciutat de Mèxic                          | · Puerto Rico  | 89–80    | · Estats Units | · Brasil               | 158–124  | · Veneçuela                 |
| 5  | 1992 | Portland                                 | · Estats Units | 127–80   | · Veneçuela    | · Brasil               | 93–91    | · Puerto Rico               |
| 6  | 1993 | San Juan                                 | · Estats Units | 109–95   | · Puerto Rico  | · Argentina            | 98–91    | · Brasil                    |
| 7  | 1995 | Neuquén S.M. Tucumán                     | · Puerto Rico  | 87–86    | · Argentina    | · Brasil               | 97–77    | · Canadà                    |
| 8  | 1997 | Montevideo                               | · Estats Units | 95–86    | · Puerto Rico  | · Brasil               | 76–75    | · Argentina                 |
| 9  | 1999 | San Juan                                 | · Estats Units | 92–66    | · Canadà       | · Argentina            | 103–101  | · Puerto Rico               |
| 10 | 2001 | Neuquén                                  | · Argentina    | 78–59    | · Brasil       | · Canadà               | 102–95   | · Puerto Rico               |
| 11 | 2003 | San Juan                                 | · Estats Units | 106–73   | · Argentina    | · Puerto Rico          | 79–66    | · Canadà                    |
| 12 | 2005 | Santo Domingo                            | · Brasil       | 100–88   | · Argentina    | · Veneçuela            | 93–83    | · Estats Units              |
| 13 | 2007 | Las Vegas                                | · Estats Units | 118–81   | · Argentina    | · Puerto Rico          | 111–107  | · Brasil                    |
| 14 | 2009 | San Juan                                 | · Brasil       | 61–60    | · Puerto Rico  | · Argentina            | 88–73    | · Canadà                    |
| 15 | 2011 | Mar del Plata                            | · Argentina    | 80–75    | · Brasil       | · República Dominicana | 103–89   | · Puerto Rico               |
| 16 | 2013 | Caracas                                  | · Mèxic        | 91–89    | · Puerto Rico  | · Argentina            | 103–93   | · República Dominicana      |
| 17 | 2015 | Ciutat de Mèxic                          | · Veneçuela    | 76–71    | · Argentina    | · Canadà               | 87–86    | · Mèxic                     |
| 18 | 2017 | Bahía Blanca Córdoba Medellín Montevideo | · Estats Units | 81–76    | · Argentina    | · Mèxic                | 79–65    | · I. Verges Nord-americanes |
| 19 | 2022 | Recife                                   | · Argentina    | 75–73    | · Brasil       | · Estats Units         | 84–80    | · Canadà                    |
| 20 | 2025 | Managua                                  |                |          |                |                        |          |                             |

Notes
1. 1 2 3 4 5 6 7 8 9 10  Preolímpic.
2. 1 2 3 4 5 6 7  Premundial.